# Distretto di Köprübaşı (Trebisonda)
Il distretto di Köprübaşı (in turco Köprübaşı ilçesi) è uno dei distretti della provincia di Trebisonda, in Turchia.